# Mehdi Harbaoui
Mehdi Harbaoui, né le 11 septembre 1996 à Cannes, est un handballeur franco-tunisien. Il évolue au poste de gardien de but dans le club du Dunkerque Handball Grand Littoral et l'équipe nationale de Tunisie.

## Biographie
Mehdi Harbaoui commence le handball à l'âge de dix ans au club de Cannes, puis joue au Handball Mougins Mouans-Sartoux. Ensuite, il signe au centre de formation du Istres Provence Handball où il passe six ans dont trois en professionnel. En 2020, il prend la direction du Sélestat Alsace Handball.
En 2021, il est retenu en équipe nationale de Tunisie pour participer au championnat du monde 2021 puis au tournoi mondial de qualification olympique.

## Palmarès

### Clubs
- Vainqueur du championnat de France de 2e division (2) : 2018 et 2022

### Équipe nationale
Équipes de France jeunes et junior
- Médaille d'or au championnat du monde jeunes en 2015 (en)
- Médaille de bronze au championnat d'Europe junior en 2016
- Médaille de bronze au championnat du monde junior 2017

Équipe de Tunisie
- 25e place au championnat du monde 2021 ( Égypte)
- 5e place aux Jeux méditerranéens de 2022 ( Algérie)
- 4e place au Championnat d'Afrique des nations 2022 ( Égypte)